# 森永勝也
森永 勝也（もりなが かつや、1934年4月5日 - 1993年12月7日）は、山口県柳井市出身のプロ野球選手（外野手）・コーチ・監督、解説者・評論家。息子は元俳優の森永健司。
1958年から1962年までの登録名は「森永 勝治」。

## 経歴

### プロ入りまで
柳井商工ではエースとして活躍し、2年次の1951年に秋季中国大会県予選準決勝へ進むが、下関商に敗れる。3年次の1952年には夏の甲子園へ出場し、2回戦（初戦）でエース堀内庄を擁する松商学園に完封勝ち。準々決勝では、この大会に優勝した芦屋高の植村義信と投げ合うが、0-2と完封を喫する。
高校卒業後は1953年に専修大学へ進学し、外野手に転向。東都大学野球リーグでは、1年次の同年春季リーグからレギュラーになり在学中全試合に出場し、2度の優勝を経験。2年次の1954年の全日本大学野球選手権大会では、準決勝で秋山登-土井淳のバッテリーを擁する明大に3-4で惜敗。リーグ通算99試合出場、348打数85安打、打率.244、1本塁打、37打点。大学同期では外野手の坂本盛明がプロ入りしている。
大学卒業後は1957年に熊谷組へ入社し、1年目の同年には都市対抗に出場。ライバル日大から同期入社したエース島津四郎を擁し、4番打者として活躍。決勝では日通浦和の堀本律雄を打ち崩し、チーム初優勝を飾る。この時のチームメートに古田昌幸がおり、同年にデトロイトで開催された第3回世界野球大会に古田と共に社会人野球日本代表として出場、日本の優勝に貢献した。

### 現役時代
1958年に広島カープへ入団し、1年目の同年から3番打者、右翼手として起用され規定打席（11位、打率.272）に到達する。
1960年から2年連続で10補殺を記録した。
1961年にはリーグ7位となる打率.279を記録し、同年から2年連続でベストナイン（外野手）に選出された。
1962年には打率.307という2リーグ分裂後の最低打率で球団史上初の首位打者に輝いた。この年はセ・リーグの防御率ベストテンの5位までが1点台（村山実、小山正明、金田正一、秋山登、稲川誠）、10位の権藤博でも2.33を記録、チーム防御率も森永のいた広島だけが3点台（3.30）で他の5チームはすべて2点台と言う史上まれにみる投高打低の年であり、森永は規定打席到達者で唯一の3割打者であった。この時に森永は、首位打者争いのライバルであった近藤和彦から率を下げないコツを掴んだという。近藤は「天秤打法」と呼ばれた変則フォームで知られていたが、打撃は粘り強く、ボールをぎりぎりまで引きつけて打ち、打てなければファウルで粘ることが多かった。森永はそのバッティングスタイルに打率を稼ぐ秘密を見つけ、巨人の森昌彦は「見逃した、やった、と思った瞬間、ミットの中にバットを入れるように振るんだから、まるでキャッチャーの方を向いて打っているみたいだったよ。ボールを打つんじゃなくてミットを打ちに来るんだからまいったよ」と述懐している。
1967年に宮本洋二郎との交換トレードで読売ジャイアンツへ移籍し、同年は右翼手として28試合に先発出場したほか、代打の切り札としても活躍。5月27日の中日戦（中日）では、9回に不振であった長嶋茂雄に入団以来初の代打が送られたが、その時の代打は森永であり、板東英二より右前安打を放った。同年の阪急との日本シリーズでは10月25日の第4戦（後楽園）に6番打者、右翼手として先発出場、4打数3安打1打点を記録した。
1968年からは主に代打として起用されるが出場機会は漸減。
1970年限りで現役を引退。

### 現役引退後
引退後の1971年からは一軍打撃コーチとして広島に復帰。
1972年にはシーズン途中に辞任した根本陸夫監督の代理を務めた。
1973年には二軍監督を務めた。
1974年からは監督に昇格するが、最下位に終わりわずか1年で辞任した。寡黙で内に秘めるタイプで、チームの先輩である長谷川良平ヘッドコーチと自身が招聘したジョー・ルーツ打撃コーチの確執を抑えきれなかったことも理由の一つと言われる。
一方で森永は同年に南海から大学の後輩・古葉竹識、近鉄から阿南準郎をコーチとして広島に復帰させた。古葉は思い切った野球ができなかった森永の無念を反面教師に厳しい指導で後の黄金時代を築き、阿南は古葉の後任監督としてリーグ優勝を達成し、Aクラスを維持した後、後任の山本浩二へと繋いだ。
退任後はフジテレビ・テレビ新広島解説者・日刊スポーツ評論家（1975年 - 1992年）を長く務め、初期の『プロ野球ニュース』でも主に神田康秋アナウンサーとのコンビで広島の試合の解説を担当した。
1993年12月7日、肺がんのため死去。享年59。夫人は葬儀委員長を神田に依頼し、受付をアナウンサーが行うなどテレビ新広島も協力した。

## 詳細情報

### 年度別打撃成績
| 年 度     | 球 団     | 試 合 | 打 席 | 打 数 | 得 点 | 安 打 | 二 塁 打 | 三 塁 打 | 本 塁 打 | 塁 打 | 打 点 | 盗 塁 | 盗 塁 死 | 犠 打 | 犠 飛 | 四 球 | 敬 遠 | 死 球 | 三 振 | 併 殺 打 | 打 率 | 出 塁 率 | 長 打 率 | O P S |
| --------- | --------- | ----- | ----- | ----- | ----- | ----- | -------- | -------- | -------- | ----- | ----- | ----- | -------- | ----- | ----- | ----- | ----- | ----- | ----- | -------- | ----- | -------- | -------- | ----- |
| 1958      | 広島      | 118   | 419   | 383   | 51    | 104   | 13       | 6        | 13       | 168   | 45    | 5     | 1        | 3     | 4     | 27    | 1     | 2     | 46    | 7        | .272  | .320     | .439     | .758  |
| 1959      | 広島      | 127   | 504   | 452   | 42    | 117   | 19       | 6        | 8        | 172   | 44    | 5     | 2        | 4     | 1     | 43    | 1     | 4     | 67    | 2        | .259  | .328     | .381     | .709  |
| 1960      | 広島      | 108   | 269   | 238   | 27    | 53    | 11       | 1        | 4        | 78    | 24    | 4     | 2        | 1     | 5     | 24    | 4     | 1     | 23    | 1        | .223  | .291     | .328     | .619  |
| 1961      | 広島      | 124   | 468   | 420   | 52    | 117   | 22       | 3        | 14       | 187   | 59    | 6     | 7        | 6     | 2     | 37    | 3     | 3     | 43    | 7        | .279  | .340     | .445     | .785  |
| 1962      | 広島      | 130   | 536   | 476   | 60    | 146   | 22       | 1        | 11       | 203   | 55    | 10    | 9        | 4     | 5     | 49    | 4     | 2     | 48    | 12       | .307  | .370     | .426     | .797  |
| 1963      | 広島      | 111   | 401   | 357   | 36    | 95    | 12       | 1        | 6        | 127   | 45    | 3     | 2        | 2     | 1     | 41    | 0     | 0     | 30    | 10       | .266  | .341     | .356     | .697  |
| 1964      | 広島      | 131   | 433   | 387   | 42    | 114   | 15       | 3        | 12       | 171   | 53    | 5     | 3        | 2     | 3     | 39    | 3     | 2     | 34    | 7        | .295  | .360     | .442     | .801  |
| 1965      | 広島      | 120   | 361   | 341   | 23    | 93    | 13       | 1        | 2        | 114   | 38    | 5     | 2        | 1     | 1     | 17    | 2     | 1     | 33    | 3        | .273  | .308     | .334     | .643  |
| 1966      | 広島      | 113   | 303   | 273   | 19    | 71    | 6        | 1        | 3        | 88    | 21    | 2     | 0        | 1     | 4     | 23    | 2     | 2     | 22    | 10       | .260  | .318     | .322     | .640  |
| 1967      | 巨人      | 83    | 123   | 110   | 9     | 27    | 3        | 1        | 3        | 41    | 15    | 0     | 1        | 0     | 1     | 11    | 1     | 1     | 6     | 3        | .245  | .317     | .373     | .690  |
| 1968      | 巨人      | 63    | 71    | 58    | 5     | 11    | 0        | 0        | 4        | 23    | 11    | 0     | 0        | 0     | 2     | 11    | 1     | 0     | 6     | 2        | .190  | .310     | .397     | .706  |
| 1969      | 巨人      | 59    | 63    | 60    | 2     | 13    | 1        | 1        | 1        | 19    | 11    | 0     | 0        | 0     | 0     | 3     | 0     | 0     | 9     | 3        | .217  | .254     | .317     | .571  |
| 1970      | 巨人      | 19    | 17    | 14    | 0     | 2     | 0        | 0        | 0        | 2     | 0     | 0     | 0        | 0     | 0     | 3     | 0     | 0     | 2     | 1        | .143  | .294     | .143     | .437  |
| 通算:13年 | 通算:13年 | 1306  | 3968  | 3569  | 368   | 963   | 137      | 25       | 81       | 1393  | 421   | 45    | 29       | 24    | 29    | 328   | 22    | 18    | 369   | 68       | .270  | .332     | .390     | .722  |

- 各年度の太字はリーグ最高

### 年度別監督成績
| 年度      | 年度      | チーム    | 順位      | 試合数 | 勝利 | 敗戦 | 引分 | 勝率 | チーム 本塁打 | チーム 打率 | チーム 防御率 | 年齢       |            |
| --------- | --------- | --------- | --------- | ------ | ---- | ---- | ---- | ---- | ------------- | ----------- | ------------- | ---------- | ---------- |
| 1974      | 昭和49年  | 広島      | 6位       | 130    | 54   | 72   | 4    | .429 | 127           | .242        | 3.61          | 40歳       |            |
| 通算：1年 | 通算：1年 | 通算：1年 | 通算：1年 | 130    | 54   | 72   | 4    | .429 | Bクラス1回    | Bクラス1回  | Bクラス1回    | Bクラス1回 | Bクラス1回 |

- 1972年、根本陸夫監督解任後の6月18日から閉幕まで監督代行（38勝46敗4分）
- 1972年から1996年までは130試合制

### タイトル
- 首位打者：1回 （1962年）

### 表彰
- ベストナイン：2回 （1961年、1962年）

### 記録
初記録
- 初出場：1958年4月5日、対中日ドラゴンズ戦
- 初安打：同上
- 初本塁打：同上

節目の記録
- 1000試合出場：1966年6月8日 ※史上108人目

その他の記録
- オールスターゲーム出場：2回 （1959年、1962年）
- 新人の開幕戦本塁打 ※史上6人目[6]

### 背番号
- 9 （1958年 - 1966年）
- 19 （1967年 - 1970年）
- 63 （1971年 - 1973年）
- 71 （1974年）

### 登録名
- 森永 勝治 （もりなが かつはる、1958年 - 1962年）
- 森永 勝也 （もりなが かつや、1963年 - 1974年）

## 関連情報

### 出演番組
- 野球道 〜新時代〜（フジテレビ系列のプロ野球中継における現行統一タイトル。現在TSSローカルは『TSS全力応援!Carp中継（西暦）』のタイトルで放送）
- プロ野球ニュース